# Perizoma barrassoi
Perizoma barrassoi is een vlinder uit de familie spanners (Geometridae). De wetenschappelijke naam is voor het eerst geldig gepubliceerd in 2005 door Zahm, Cieslak & Hausmann.
De soort komt voor in Europa.